# ゲルト・ビーニッヒ
ゲルト・ビーニッヒ（Gerd Binnig, 1947年7月20日 - ）はドイツの物理学者である。1986年走査型トンネル顕微鏡の発明の功績により、ハインリッヒ・ローラーとともにノーベル物理学賞を受賞した。走査型トンネル顕微鏡は非常に鋭く尖った探針を導電性の物質の表面に近づけ、流れるトンネル電流から表面の0.5 nmから1.0 nmという原子レベルの分解能で電子状態や構造などを観測するものである。
走査型トンネル顕微鏡と原子間力顕微鏡という原子レベルの表面形状観察に欠かせない装置を発明した、走査型プローブ顕微鏡の始祖と言うべき存在である。

## 経歴
1947年、西ドイツ（当時）のフランクフルト・アム・マインで長男として生まれた。10歳頃から物理学者を志したが、10代の間はバンド活動に没頭した。弟の影響で、ビートルズやローリング・ストーンズを好んだ。
1966年にオッフェンバッハのギムナジウムでアビトゥーア資格を得て、1969年に、後に心理学者となるローレ・ヴァーグラー (Lore Wagler) と結婚している。1978年にフランクフルト大学で学位を得て、妻の勧めもあって初めてフランクフルトを離れ、スイス・チューリッヒのIBM研究所で働きだした。
1982年にローラーとともに走査型トンネル顕微鏡を開発した。1985年には原子間力顕微鏡を開発した。この後、IBMを離れて1994年にDelphi2 Creative Technologies GmbH（現在はDefiniens AG）を設立した。私生活では、1984年にスイスで長女が、1986年にはアメリカ・カリフォルニア州で長男が誕生している。

## 主な受賞歴
- 1983年 オットー・クルング賞（若手科学者が対象）
- 1984年 キング・ファイサル国際賞科学部門、EPS欧州物理学賞
- 1986年 ノーベル物理学賞
- 1987年 エリオット・クレッソン・メダル
- 2016年 カヴリ賞ナノサイエンス部門